# Креднерит
Креднери́т (рос. креднерит; англ. crednerite; нім. Krednerit m) — мінерал, оксид міді і марганцю шаруватої будови.
Названий на честь німецького геолога і мінералога Карла Ф. Х. Креднера (1809—1876). Відкритий в 1847 році на шахті Глюксстерн, Готтлоб Гілл, Тюрингія, Німеччина.

## Загальний опис
Хімічна формула: 
1. За К. Фреєм: CuMn2O4.
2. За Є. Лазаренком: CuMnO2.
Містить (%): CuO — 33,51; MnO — 59,75; O — 6,74.
Сингонія моноклінна (псевдогексагональна).
Зустрічається вигляді пластинок.
Твердість 4.
Густина 4,5—5,1.
Блиск металічний.
Колір залізисто-чорний до сіро-сталевого.
Риса чорна або коричнева.
Непрозорий.
Знайдений у ФРН (Фрідріхсрод) у зростках з псиломеланом, малахітом, фольбортитом, баритом, кальцитом і вадом.